# Prozess der 49
Der Prozess der 49 (türkisch 49'lar Olayı oder auch 49’lar Davası) fand 1959 in der Türkei statt und wurde gegen anfänglich 51 Männer geführt, die wegen kurdischer Propaganda und Separatismus angeklagt worden waren. Viele dieser Männer nahmen später wichtige Positionen innerhalb kurdischer Parteien und Organisationen ein. Der Prozess führte indirekt dazu, dass die kurdische Problematik in der Türkei nach 1938 (dem Dersim-Aufstand) erneut aufflammte.

## Vorgeschichte
Am 14. Juni 1959 kam es in der Stadt Kirkuk im Nordirak zu Kämpfen, bei denen einige Turkmenen ermordet wurden. An den Kämpfen waren die irakische Armee, die Irakische Kommunistische Partei und kurdische Kämpfer von Mustafa Barzani beteiligt. Als Vergeltung forderten einige türkische Politiker die Deportation oder Bestrafung der Kurden in der Türkei. So soll der damalige türkische Staatspräsident Celâl Bayar gesagt haben, dass man zur Abschreckung eintausend Kurden am Taksim-Platz in Istanbul hängen solle. Der Abgeordnete Asım Eren aus Niğde forderte die Tötung genauso vieler Kurden, wie Turkmenen in Kirkuk umkamen. Aus Protest dagegen verfassten 102 kurdische Studenten einen Brief, den sie an verschiedene staatliche Stellen und Botschaften ausländischer Staaten verschickten. Als Musa Anter, der schon öfters vor Gericht war, im August 1959 in der Zeitschrift Ileri Yurt aus Diyarbakır mit Qimil ein Gedicht in kurdischer Sprache veröffentlichte und sich großer Protest in der Istanbuler Presse dagegen erhob, ließ die Regierung vom türkischen Geheimdienst einen Katalog mit Maßnahmen erstellen. Danach sollten 1000–2500 Kurden deportiert werden. Man entschied sich, auf die Geschehnisse im Irak und die kurdische Propaganda im Lande milder zu reagieren und wollte stattdessen mehrere kurdische Aktivisten vor Gericht stellen.

## Prozess
Im Dezember 1959 ordnete die Anwaltschaft in Ankara Haftbefehl gegen 50 Personen an. Die Verhaftungen begannen am 17. Dezember 1959. Bei mehreren Durchsuchungen sollen Fotos des Kurdenführers Mustafa Barzani und Propagandamaterial der Kurdischen Unabhängigkeitspartei (tr: Kürt İstiklal Partisi) gefunden worden sein. 40 Gefangene wurden im Militärgefängnis in Istanbul inhaftiert. Zehn weitere Angeklagte wurden aus Platzmangel gegen Sicherheitsleistung freigelassen. Die Verhöre begannen zwei Monate später und endeten Mitte 1960. 
Wegen der schlechten Haftbedingungen starb der Jurastudent Mehmet Emin Batu an Magenblutungen. Obwohl noch zwei Angeklagte hinzukamen, wurde der Fall unter dem Namen Prozess der 49 landesweit bekannt. Während die Angeklagten noch auf ihr Verfahren warteten, putschte das Militär unter Cemal Gürsel am 27. Mai 1960 an die Regierung. Ministerpräsident Adnan Menderes und viele andere wurden in den Yassıada-Prozessen verurteilt. Am 26. Oktober 1960 wurde eine Generalamnestie erlassen, doch die Angeklagten des Prozesses der 49 ausgenommen. Nach 14 Monaten Haft begann der Prozess am 3. Januar 1961.
Die Angeklagten wurden in drei Gruppen aufgeteilt, wobei für die ersten beiden Gruppen nicht genügend Beweise vorlagen, um sie zu verurteilen. Die dritte Gruppe, die aus Şevket Turan, Naci Kutlay, Ali Karahan, Koço Elbistan, Yavuz Çamlıbel, Mehmet Ali Dinler, Yusuf Kaçar, Ziya Şerefhanoğlu, Medet Serhat, Hasan Akkuş, Örfi Akkoyunlu, Selim Kılıçoğlu, Şahabettin Septioğlu, Sait Elçi, Sait Kırmızıtoprak, Yaşar Kaya, Faik Savaş, Haydar Aksu, Ziya Acar, Fadıl Budak, Halil Demirel, Necati Siyahkan, A. Efem Dolak, Musa Anter, Canip Yıldırım und Mehmet Bilgin bestand, wurde wegen Separatismus nach Artikel 125 tStGB a.F. (Hochverrat und Separatismus) angeklagt. Aufgrund fehlender Beweise wurden alle am 30. April 1964 entlassen. Doch der Militärkassationshof hob dieses Urteil auf. 1965 wurden die Angeklagten nun nach den Artikeln 141 und 142 tStGB a.F. (Propagierung und Organisation verbotener Vereinigungen) angeklagt und zu 16 Monaten Haft oder 5 Monaten und 10 Tagen Exil verurteilt. Doch auch dieses Urteil wurde aufgehoben. Ein neuer Prozess wurde aufgrund der Verjährung nicht mehr begonnen und so kamen 1965 schließlich alle Angeklagten frei.
Einige der Angeklagten traten Parteien oder Vereinen bei, die kurdische Politik betrieben. Solche Organisationen waren die Türkiye İşçi Partisi und die Devrimci Doğu Kültür Ocakları (DDKO). Andere Personen gründeten eigene Parteien, so gründete Kemal Burkay später die Sozialistische Partei Kurdistans und Şerafettin Elçi die Demokratische Massenpartei. Einige der angeklagten Personen zogen später als Abgeordnete ins türkische Parlament ein. Darunter waren Nurettin Yılmaz, Ali Karahan und Fevzi Kartal.

## Liste der Angeklagten
Die nachfolgende Liste der Angeklagten stammt aus den Büchern Kürtçülük 1924–1999 von Bilal N. Şimşir S. 516 und Kürt Sorununu von Altan Tan S. 333. Es ist eine Zusammenfassung von mehreren Quellen und umfasst 60 angeklagte Personen. Bedingt durch die verschiedenen Quellen gibt es von einigen Namen mehrere Versionen.
| Name                          | Tätigkeit          | Name                    | Tätigkeit      | Name                          | Tätigkeit          |
| ----------------------------- | ------------------ | ----------------------- | -------------- | ----------------------------- | ------------------ |
| Ziya Acar                     | Jurastudent        | Turgut Akın             | Jurastudent    | Durdu Akkoyunlu               | Kaufmann           |
| Örfi Akkoyunlu                |                    | Hasan Akkuş             | Kaufmann       | Haydar Aksu                   | Anwalt             |
| Musa Anter                    | Autor              | Fevzi Avşar             | Arzt           | Kudsi Aytaç                   |                    |
| Nazmi Balkaç                  | Agrarstudent       | Samet Balkaç            | Medizinstudent | Cezmi Balkaş                  |                    |
| İsmet Balkaş                  |                    | Emin Batu               | Jurastudent    | Ferit Bilen                   | Händler            |
| Sait Bingöl                   | Wirtschaftsstudent | Fadıl Budak             | Jurastudent    | Kemal Burkay                  |                    |
| Esat Cemiloğlu                | Ingenieur          | Yavuz Çamlıbel          | Offizier       | Mehmet Çiğdem                 | Dekorateur         |
| Hüseyin Çok                   | Medizinstudent     | Halil Demirel           | Offizier       | Feyzullah Demirtaş            | Jurastudent        |
| Mehmet Ali Dinler             | Jurastudent        | Mustafa Nuri Direkçigil | Arzt           | Abdurahman Efem Dolak         | Journalist         |
| Koca Elbistan/Koçu Elbistan   | Arzt               | Sıtkı Elbistan          | Jurastudent    | Sait Elçi                     | Buchhalter         |
| Şerafettin Elçi               |                    | Sihap Erdel             |                | Mehmet Eydemir/Mehmet Aydemir | Medizinstudent     |
| Selim Foğlu                   |                    | Fetullah Kakioğlu       |                | Ökkeş Karadağ                 | Landwirt           |
| Ali Karahan/Ali Kerman        | Anwalt             | Fevzi Kartal            | Anwalt         | Yaşar Kaya                    | Wirtschaftsstudent |
| Selim Kılıçoğlu               | Lehrer             | Sait Kırmızıtoprak      | Arzt           | Yusuf Koçar                   | Offizier           |
| Emin Kotan/Emil Kotan         | Elektriker         | Naci Kutlay             | Arzt           | Hüseyin Oğuz Üçok             |                    |
| Necdet Özankara               | Jurastudent        | Mehmet Özer             |                | Mustafa Ramanlı               | Medizinstudent     |
| Faik Savaş                    | Medizinstudent     | Şehabettin Septioğlu    |                | Necati Siyakan                | Medizinstudent     |
| Muhsin Şamata/Muhsin Şavata   | Elektriker         | Ziya Şerefhanoğlu       |                | Medet Serhat                  |                    |
| Şevket Turan/Şevket Turanlı   |                    | Hasan Ulus              | Bauunternehmer | Medset Yas                    | Jurastudent        |
| Cahit Yıldırım/Canip Yıldırım | Anwalt             | Nurettin Yılmaz         | Jurastudent    | Halis Yokuş                   |                    |